# Alesua etialis
Alesua etialis är en fjärilsart som beskrevs av Dyar 1918. Alesua etialis ingår i släktet Alesua och familjen nattflyn. Inga underarter finns listade i Catalogue of Life.